# دانش صریح
دانش روشن یا دانش صریح (به انگلیسی: Explicit knowledge)، دانش و اطلاعاتی است که می‌توان آن را در غالب رسانه‌هایی چون دانشنامه‌ها و کتاب‌های علمی و درسی و غیره نگاشته و ذخیره نمود و می‌توان آن را به آسانی به دیگران انتقال داد و به اشتراک گذاشت. 
رایج‌ترین انواع دانش صریح؛ راهنما‌ها، اسناد و فیلم‌های آموزشی، نوشته‌ها و عکس‌ها و نرم‌افزارها و صداها می‌باشند. بنابراین دانش روشن یا صریح، همچنین می‌تواند صوتی و تصویری نیز باشد. آثار هنری و سبک‌های طراحی محصول، نیز می‌توانند به عنوان اشکال دیگری از دانش روشن که در آن‌ها ترکیبی از مهارت‌های انسانی، انگیزه‌ها و دانش‌های انسان دیده می‌شوند در نظر گرفته شوند.
دانش صریح یا دانش رسمی یا دانش آشکار اغلب به عنوان مکمل دانش ضمنی درنظر گرفته می‌شود.